# Ranunculus distans
Ranunculus distans D.Don – gatunek rośliny z rodziny jaskrowatych (Ranunculaceae Juss.). Występuje naturalnie w Afganistanie, Kirgistanie, Kazachstanie, północnych częściach Pakistanu i Indii (łącznie ze stanem Sikkim), w Nepalu, Bhutanie oraz w Chinach (w północno-zachodnim Junnanie oraz południowym Tybecie). 

## Morfologia
PokrójBylina ryzomowa o lekko owłosionych pędach. Dorasta do 20–65 cm wysokości.
LiścieSą trójdzielne. Mają sercowato pięciokątny kształt. Mierzą 1,5–5 cm długości oraz 2–8 cm szerokości. Nasada liścia ma sercowaty kształt. Ogonek liściowy jest owłosiony i ma 4–19 cm długości.
KwiatySą zebrane po 2–4 w kwiatostanach. Pojawiają się na szczytach pędów. Mają żółtą barwę. Dorastają do 10–20 mm średnicy. Mają 5 owalnie eliptycznych działek kielicha, które dorastają do 3–5 mm długości. Mają 5 owalnych płatków o długości 5–10 mm.
OwoceNagie niełupki o owalnym kształcie i długości 2–3 mm.

## Biologia i ekologia
Rośnie w lasach i trawiastych zboczach. Występuje na wysokości od 2000 do 3800 m n.p.m. Kwitnie od czerwca do października.